# Pighvar
En pighvar (Scophthalmus maximus) er en fladfisk af Scophthalmidae-familien.

## Udseende
Pighvarren er en venstrevendt "cirkelrund" fladfisk med pigge på ryggen. De største pighvar-hunner bliver 90-100 centimeter, mens hannerne sjældent måler over 50 centimeter.

## Levesteder
Man finder pighvarren over et ret stort område, der omfatter hele vestkysten af Europa op til det sydlige Norge foruden områderne omkring Færøerne og Island, Middelhavet, Sortehavet samt et godt stykke ind i Østersøen. Dette skyldes blandt andet, at den tåler relativt lave saltkoncentrationer.
Pighvarren lever primært på sandet bund langs kysten, men kan findes på dybder ned til 80 meter. 

## Levevis
Den bliver kønsmoden som 4-6-årig og gyder i sommermånederne. En hun gyder 8-10 millioner æg, der klækkes efter cirka seks dage. Larven har øjne, der sidder på hver side af hovedet, men i løbet af metamorfosen flytter venstre øje over på højre side af hovedet, hvorpå fisken svømmer på siden som andre fladfisk.
Pighvarren er en aktiv rovfisk, der som fuldvoksen hovedsageligt lever af fisk, især kutling, tobis og torskefisk.

## Anvendelse
Pighvarren er en populær fisk blandt lystfiskere og har et mindstemål på 30 centimeter. Fisken har hvidt, fast og velsmagende kød, som bl.a. dampes. Da der ikke fanges så mange pighvarrer, er det en relativt dyr fisk.